# آنتونیو لوپز دوس سانتوس
آنتونیو لوپز دوس سانتوس (انگلیسی: Antônio Lopes؛ زادهٔ ۱۲ ژوئن ۱۹۴۱) بازیکن فوتبال و مربی فوتبال اهل برزیل است.
وی به عنوان سرمربی در سال ۱۹۹۸ واسکو دوگاما را قهرمان جام لیبرتادورس کرد.